# 韓若紫
韓若紫（1985年6月27日—），台灣模特、藝人，畢業於淡江大學國際貿易學系，國中開始成為雜誌、廣告模特兒，在大學期間也接拍電視劇、旅遊節目主持。

## 演出列表

### 電影
| 年份 | 影片名稱 | 角色 | 備註 |
| 2006 | 地下秩序 |      |      |
| 2006 | 菊島之戀 | 小霏 |      |

### 電視劇
| 首播 | 電視台     | 劇名         | 角色   |
| 2006 | 中視       | 國光異校     | 衛紫菱 |
| 2007 | 華視       | 大珍珠       | 夏沐萍 |
| 2008 | 華視       | 這裡發現愛   | Vivi   |
| 2008 | 客家電視台 | 花樹下的約定 | 楊書蕙 |
| 2008 | 民視       | 霹靂MIT      | 蔡雅菁 |
| 2008 | TVBS       | 幸福的抉擇   | Rosa   |

### MV
| 年份   | 歌手   | 歌名                 | 專輯名稱                   |
| ------ | ------ | -------------------- | -------------------------- |
| 2004年 | 陳浩民 | 《愛海滔滔》         | 《愛海滔滔》               |
| 2004年 | 鍾汶   | 《指尖的星光》       | 《指尖的星光》             |
| 2006年 | 李翊君 | 《找不到人天荒地老》 | 《天荒地老》               |
| 2006年 | 游鴻明 | 《詩人的眼淚》       | 《詩人的眼淚》             |
| 2007年 | Tank   | 《街頭霸王》         | 《延長比賽 Keep Fighting》 |
| 2007年 | 劉虹翎 | 《夢時代》           | 《夢時代》                 |
| 2007年 | 光良   | 《雙子星》           | 《不會分離》               |

### 短片
- 八卦山隧道行車安全通車短片

## 主持節目
| 頻道       | 名稱       |
| ---------- | ---------- |
| 亞洲旅遊台 | 台灣GOGO   |
| 亞洲旅遊台 | 泡湯玩翻天 |
| 亞洲旅遊台 | 驚豔九州   |
| 亞洲旅遊台 | 九州再發現 |
| 中天綜合台 | 生活萬事通 |
| 三立都會台 | 世界那麼大 |

## 廣告
- 漢方雞精
- 波爾口香糖-天使與風箏篇
- 國泰世華銀行-加菲貓篇
- 7-11便利商店-愛玉篇
- 亞太行動嘻話358
- 匯豐銀行廣編稿
- 黑松熊愛你-鬥嘴篇
- 卡迪那洋芋片-原子小金剛篇
- EXTRA潔牙無糖口香糖-公雞篇
- 安泰人壽-提早退休篇
- 史雲遜專業健髮-賭神篇
- Samsung手機T758-活力篇
- Samsung i8相機

## 得獎經歷
- 2005 WAX BIKINI GIRL 冠軍

## 外部連結
- 韓若紫個人部落格 （页面存档备份，存于）
- 韓若紫FB粉絲專頁 （页面存档备份，存于）